# マラキ・ナイト
マラキ・ナイト（Malakhi Knight, 2002年9月21日 - ）は、アメリカ合衆国出身の野球選手（外野手）。右投右打。

## 経歴
学生時代はバスケットボールでも活躍していた。2021年7月のMLBドラフトでは有望選手の1人と目されていたが指名は無く、カリフォルニア大学ロサンゼルス校へ進学した。

## プレースタイル
打撃ではパンチ力があり、守備では中堅手として守備でのルート取りに優れている。